# Dora Maar
Henriette Theodora Markovitch cunoscută și ca Dora Maar (n. 22 noiembrie 1907, Tours, Franța — d. 16 iulie 1997, Paris), a fost fotografă, poetă și pictoriță franceză.
Deși este cel mai adesea cunoscută ca modelul, muza și partenera pictorului Pablo Picasso, întrucât până la moartea sa a expus foarte puține din lucrările sale, în anii de după 1997 a fost recunoscută ca un adevărat artist plastic suprarealist și fotograf original.

## Biografie
Tatăl ei a fost croat și mama franțuzoaică. Dora a copilărit în Argentina. Ea a devenit cunoscută ca fotografă, și pictoriță, ulterior îl cunoaște pe Picasso. Dora Maar a devenit renumită cu fotografiile succesive ale tabloului Guernica ca și cu cele ale lui Picasso.

## Deces
Maar și-a petrecut ultimii ani ai vieții în apartamentul său de pe Rue de Savoie, pe malul stâng al Senei, unde a și decedat la 16 iulie 1997, la 89 de ani. A fost înhumată în Cimitirul Bois-Tardieu din Clamart. Experimentele sale cu fotograme și fotografii ale spațiilor cu lumină foarte redusă în interioare au fost descoperite doar postum.